# FC Libourne
Football Club Libourne – francuski klub piłkarski, utworzony w 1935 roku, mający siedzibę w mieście Libourne.

## Historia
Klub FC Libourne założony został w 1935 roku przez Georges’a Kany. W 1998 roku połączył się z AS Saint-Seurin, powstałym w 1927 roku, tworząc FC Libourne-Saint-Seurin. W 2009 roku klub wrócił do nazwy FC Libourne.

### Zmiany nazw
- Football Club Libourne (FC Libourne) – 1935–1966
- Association Sportive Libournaise (AS Libourne) – 1966–1998
- Football Club de Libourne Saint-Seurin-sur-L’Isle (FC Libourne-Saint-Seurin) – 1998–2009
- Football Club Libourne (FC Libourne) – od 2009

## Występy w lidze
| Liga                 | Poziom | Lata                 | Nazwa                    |
| -------------------- | ------ | -------------------- | ------------------------ |
| Division 2           | II     | 1980–1984            | AS Libourne              |
| Ligue 2              | II     | 2006–2008            | FC Libourne-Saint-Seurin |
| CFA                  | III    | 1948–1949, 1952–1953 | FC Libourne              |
| Division 3           | III    | 1971–1980, 1984–1993 | AS Libourne              |
| Championnat National | III    | 2003–2006, 2008–2009 | FC Libourne-Saint-Seurin |

## Sukcesy
- Mistrzostwo DH Aquitaine:  1952, 1969, 1983
- Mistrzostwo CFA 2:  (Grupa F) 1999.
- Mistrzostwo CFA:  (Grupa D) 2003.
- Puchar Akwitanii:  1941, 1946, 1978.
- Puchar Francji:  1/4 finału: 2002.

## Reprezentanci kraju grający w klubie
Stan na grudzień 2019
| - Houari Ouali - Yoann Djidonou - Fabien Farnolle - Charles Kaboré - Boubacar Kébé - Yahia Kébé - Joël Kouassi - Jean Gallice - Mathieu Valbuena - Mohamed Ali Doumbouya | - Franck Grandel - Lys Mouithys - Mohamed Doumbia - Kamel Chafni - Franklin Anzité - Claudiu Keșerü - Ferdinand Coly - Jimmy Behlow - Baba Tchagouni |